# I Tecnoinsetti
I Tecnoinsetti (The Insectibles) è una serie d'animazione in CGI. In Italia il cartone è stato trasmesso su Pop dal 4 maggio 2017.

## Trama
Il dodicenne Zak va a passare l'estate da suo nonno, che ama gli insetti e i piccoli animali, e nel giardino di lui aziona una macchina che esplode: poco dopo Zak e il nonno si ritrovano ridotti alle dimensioni di un insetto, inoltre Zak ha perso un braccio nell'esplosione, i pezzi della macchina che ha causato ciò sono sparsi in tutto il giardino e adesso i due umani devono ricostruirla tutta per ritornare alle loro normali dimensioni. Aiutati da tre animali che il nonno ha modificato con componenti meccaniche, Chowser, Syd e Willow, devono anche sfuggire alle grinfie della zanzare Adilla, sua figlia Lidia e gli scarafaggi. Zak ha trovato l'avventura della sua vita, letteralmente sulla soglia di casa.

## Personaggi
- Zak: il ragazzo protagonista della serie, intelligente ma un po' vanitoso nei confronti degli insetti. In visita dal nonno, dopo aver attivato accidentalmente il miniaturizzatore, diventa piccolissimo e da quel momento lui, suo nonno e gli amici Tecnoinsetti lavorano per ricostruire la macchina e tornare a dimensioni normali. L'esplosione della macchina gli strappa il braccio destro, al posto del quale il nonno di Zak monta un braccio meccanico dotato anche di rampone e bolas. Doppiatore italiano: Federico Bebi.
- Nonno: vecchietto geniale e simpatico, che ama gli insetti e li soccorre dotandoli di componenti meccaniche, inclusi Syd, Willow, Chowser e Adilla. Rimpicciolito dal miniaturizzatore, si dà da fare per ricostruirlo. Doppiatore italiano: Roberto Fidecaro.
- Chowser: un bruco entusiasta e simpatico che ama mangiare, e la cui golosità causa a volte situazioni comiche. La sua membrana esterna è danneggiata, per cui non è in grado di impuparsi. Il nonno lo ha dotato di un'elica a motore sul dorso e un casco con occhialoni. Doppiatrice italiana: Fabiola Bittarello.
- Syd la chiocciola, nel cui guscio il nonno ha inserito un piccolo motore e ruote, il che lo rende velocissimo. Sarcastico verso Zak, ma alquanto pigro. Doppiatore italiano: Luigi Ferraro.
- Willow la vespa, seria, attiva e severa nei confronti di Zak; il nonno ha sostituito il suo pungiglione con un trapano. Doppiatrice italiana:  Ludovica Bebi.
- Adilla la zanzara, crudele ma non molto capace, che tutti gli insetti del prato meno le formiche temono. il nonno el ha impiantato un occhio telescopico, che ad Adilla fa impressione anche se le è utile, e da quel momento disprezza il nonno: quindi lei vuole evitare che l'uomo ricostruisca il miniaturizzatore, così che rimanga piccolo e stia alla mercé di lei. Vive in una pompa del giardino. Doppiatrice italiana: Daniela Debolini.
- Lidia la zanzara, figlia di Adilla, che non ama guidare gli insetti e che la madre comanda spesso a bacchetta. È quindi in disaccordo con la madre ma non la lascia mai, volendo attenzione da Adilla. Perde la testa per Zak ogni volta che annusa i ferormoni che lui emette sotto stress. Doppiatrice italiana: Francesca Tardio.
- Gnat: un moscerino efficiente e molto intelligente (una volta capisce come cambiare il funzionamento di una parte del miniaturizzatore, ruba le istruzioni che ha letto e ne fa un cappellino di carta che porta di nascosto ad Adilla) nonostante l'espressione del muso perennemente sbalordita, a cui Adilla delega spesso dei lavori. Ha l'abitudine di comparire in silenzio alle spalle di lei e del personaggio che cerca, spaventandolo.
- Dottor von Trap: una venere acchiappamosche con un monocolo, in vaso; appare all'inizio di ogni episodio in poltrona, commentando la vicenda ridendo delle disgrazie dei personaggi e in modo un po' da iettatore, in quanto sogna di mangiare il malcapitato di turno inclusi i protagonisti.
- Hye & Lo: due scarafaggi tirapiedi di Adilla, tanto grossi e forti quanto imbranati, ma che a volte riescono a concludere qualcosa.
- Formiche: vivono nel giardino. Sono lavoratori molto pignoli quanto a burocrazia, tanto da snervare tutti i personaggi, ma anch'esse alquanto sciocche.

## Episodi
- L'ordine numerico e i titoli in italiano sono basati sull'uscita in Italia sul canale Pop.

| nº | Titolo originale            | Titolo italiano                                    | Prima TV          | Prima TV Italia |
| -- | --------------------------- | -------------------------------------------------- | ----------------- | --------------- |
| 1  | Shrinkinated!               | Miniaturizzato                                     | 30 ottobre 2015   | 4 maggio 2017   |
| 2  | Size Matters                | Le dimensioni contano                              | 6 novembre 2015   |                 |
| 3  | Tale of the Headless Zombie | La storia dello zombie senza testa                 | 8 gennaio 2015    |                 |
| 4  | The Defraudibles (Part 1)   | I defraudibili (Prima parte)                       | 15 aprile 2016    |                 |
| 5  | The Defraudibles (Part 2)   | I defraudabili (Seconda parte)                     | 22 aprile 2016    |                 |
| 6  | Pleasure to Serve You       | Che piacere servirla!                              | 1º aprile 2016    |                 |
| 7  | Height of the Living Dread  | L'altezza delle paure viventi                      | 13 novembre 2015  |                 |
| 8  | All Day Suckers             | Il lecca lecca gigante                             | 20 novembre 2015  |                 |
| 9  | Sappy                       | Un affare molto appiccicoso                        | 4 dicembre 2015   |                 |
| 10 | The Old Switcheroo          | Scambio di cervelli                                | 15 gennaio 2016   |                 |
| 11 | Hail the Great Glow         | Ave, grande luce!                                  | 22 gennaio 2016   |                 |
| 12 | Enter the Mantis            | La mantide religiosa                               | 18 dicembre 2015  |                 |
| 13 | The Rules of Attraction     | Le regole dell'attrazione                          | 11 dicembre 2015  |                 |
| 14 | Night of the Spore          | La notte delle spore                               | 26 febbraio 2016  |                 |
| 15 | Last Ant                    | L'ultima formica                                   | 12 febbraio 2016  |                 |
| 16 | The Show Must Go On         | Lo spettacolo deve continuare                      | 27 novembre 2015  |                 |
| 17 | The Roach Infiltration      | Uno scarafaggio infiltrato                         | 25 dicembre 2015  |                 |
| 18 | Gnat in the Hat             | Un moscerino nel cappello                          | 16 settembre 2016 |                 |
| 19 | Rainy Day                   | Durante la tempesta                                | 26 agosto 2016    |                 |
| 20 | Pink Menace                 | Minaccia rosa                                      | 1º gennaio 2015   |                 |
| 21 | Pants of Doom               | Le mutante maledette                               | 3 giugno 2016     |                 |
| 22 | Moby Koi                    | Moby Carpa                                         | 8 aprile 2016     |                 |
| 23 | It's My Party               | Questa è la mia festa                              | 8 marzo 2016      |                 |
| 24 | Ronin Roaches               | I samurai decaduti                                 | 29 gennaio 2016   |                 |
| 25 | The Nut House               | Benvenuti al manicomio                             | 17 giugno 2016    |                 |
| 26 | Shellshocked                | Psicosi traumatica                                 | 11 marzo 2016     |                 |
| 27 | 24 Hour Party Pupas         | 24 Hours Party Pupe                                | 4 marzo 2016      |                 |
| 28 | Queen Lidia                 | La regina Lidia                                    | 5 febbraio 2016   |                 |
| 29 | The Mighty Mites            | I potenti acari                                    | 6 maggio 2016     |                 |
| 30 | King of the Anthill         | Il re del formicaio alias il Tarzan delle formiche | 15 luglio 2016    |                 |
| 31 | Happy Snails                | Auguri e felici chiocciole!                        | 29 aprile 2016    |                 |
| 32 | Bad Vibrations              | Cattive vibrazioni                                 | 25 marzo 2016     |                 |
| 33 | Orphaned                    | Gli orfani                                         | 10 giugno 2016    |                 |
| 34 | Syd Express                 | Il postino Syd                                     | 5 agosto 2016     |                 |
| 35 | Warranty Void               | Garanzia scaduta                                   | 19 febbraio 2016  |                 |
| 36 | Willow P.I.                 | Willow P.I.                                        | 27 maggio 2016    |                 |
| 37 | Chowser the Changed         | Chowser è cambiato                                 | 20 maggio 2016    |                 |
| 38 | Panic in Pizzaville         | Panico a Pizzaville!                               | 13 maggio 2016    |                 |
| 39 | Chowser's Girl Friend       | La fidanzata di Chowser                            | 29 luglio 2016    |                 |
| 40 | Gramps Camps                | Il campeggio di Gramps                             | 8 luglio 2016     |                 |
| 41 | Going Through a Phase       | Una fase complicata                                | 19 agosto 2016    |                 |
| 42 | The Charm Offensive         | Indole intrattabile                                | 24 giugno 2016    |                 |
| 43 | Zak and the Holograms       | Zak e gli ologrammi                                | 7 ottobre 2016    |                 |
| 44 | Big Time                    | Ooops... mi sono ingrandito!                       | 12 agosto 2016    |                 |
| 45 | Arm and Hammer              | Braccio e martello                                 | 1º luglio 2016    |                 |
| 46 | Flight Risk                 | Rischi in volo                                     | 22 luglio 2016    |                 |
| 47 | Brains and Brawn            | Muscoli e cervello                                 | 2 settembre 2016  |                 |
| 48 | Backseat Driver             | Pilota da remoto                                   | 9 settembre 2016  |                 |
| 49 | You Know the Drill          | Conosci bene il tuo trapano?                       | 30 settembre 2016 |                 |
| 50 | Ask Again Later             | Richiedimelo più tardi                             | 23 settembre 2016 |                 |
| 51 | End Game (Part 1)           | La sfida finale (Prima parte)                      | 14 ottobre 2016   |                 |
| 52 | End Game (Part 2)           | La sfida finale (Seconda parte)                    | 21 ottobre 2016   |                 |